# Palau dels Vivero
El palau dels Vivero és un palau que es troba a Valladolid, davant del convent de les Descalces Reials. Aquí hi van signar compromís matrimonial els Reis Catòlics el 1469, i a principis del segle xvi la Corona de Castella va establir en aquest palau la seu de la Reial Audiència i Cancelleria de Valladolid.
És un palau construït a mitjan segle xv, sobre antigues fortificacions desaparegudes, per don Alonso Pérez de Vivero, comptador major de Joan II, assassinat per ordre del valido del rei, Álvaro de Luna y Jarana. En una de les seves estances, l'anomenada Sala Rica, s'hi va signar el 14 octubre 1469 el compromís de matrimoni dels Reis Catòlics, cosa que comportava la unió de les corones de Castella i Aragó.
En el seu moment, el palau dels Vivero va ser un palau fortificat, amb torres, muralla, fossat i torrassa. Aquests elements van ser enderrocats per ordre dels Reis Catòlics el 1475, per evitar que fos emprat en lluites contra la monarquia. Quan la família Vivero va perdre la propietat d'aquest palau, la Corona el va habilitar com a Cancelleria i va dur a terme obres de bastant importància, com el pati central.
El 1562, Felip II ordenà la construcció al costat d'aquest palau d'un edifici que contingués l'arxiu del Suprem Tribunal. El projecte es va encarregar a l'arquitecte Francisco de Salamanca, qui anteriorment havia dissenyat la Plaça Major de Valladolid, que va dissenyar un edifici senzill amb columnes dòriques al voltant d'un pati central. Adossat a aquest últim s'hi va disposar un altre de destinat a presó en estil classicista per a presos en les causes que tramités el Tribunal. La seva façana presenta una manca absoluta de decoració malgrat haver-se acabat a finals del segle xvii.
En l'actualitat alberga la Biblioteca Universitària Reina Sofia, i la Casa de l'Estudiant, propietat de la Universitat de Valladolid.

## Protecció
L'edifici està protegit per la Declaració genèrica del Decret de 22 d'abril de 1949, i la Llei 16/1985 sobre el patrimoni històric espanyol.